# Chaumuhan
Chaumuhan es un pueblo y nagar Panchayat situado en el distrito de Mathura en el estado de Uttar Pradesh (India). Su población es de 13173 habitantes (2011). Se encuentra a 90 km de Delhi.

## Demografía
Según el censo de 2011 la población de Chaumuhan era de 13173 habitantes, de los cuales 7018 eran hombres y 6155 eran mujeres. Chaumuhan tiene una tasa media de alfabetización del 68,42%, superior a la media estatal del 67,68%: la alfabetización masculina es del79,65%, y la alfabetización femenina del 55,56%.